# Площенко Володимир Дмитрович
Володимир Дмитрович Площенко (6 березня 1927, станція Кічкас Запорізького округу, тепер у складі міста Запоріжжя Запорізької області — 7 жовтня 2004, Київ) — український радянський діяч, міністр житлово-комунального господарства УРСР. Кандидат у члени ЦК КПУ в 1971—1976 р. Член ЦК КПУ в 1976—1990 р. Депутат Верховної Ради УРСР 8—11-го скликань.

## Біографія
Народився в робітничій родині. Під час німецько-радянської війни родина евакуювалася на Північний Кавказ, потім переїхала до міста Нижній Тагіл за місцем роботи батька. У місті Нижній Тагіл закінчив сім класів середньої школи та вступив до гірничо-металургійного технікуму, який не закінчив у зв'язку з переїздом родини у 1943 році до міста Запоріжжя.
Трудову діяльність розпочав у лютому 1944 року оператором 7-го відділення служби руху Сталінської залізниці. У березні 1944 — квітні 1946 року — диспетчер 7-го відділення служби руху Сталінської залізниці у Запоріжжі. У 1944 році вступив до комсомолу.
У квітні 1946—1947 роках — інспектор спецвідділу, у 1947—1949 роках — інженер військово-мобілізаційного відділу 3-го відділення Сталінської залізниці у Запоріжжі.
Член ВКП(б) з травня 1949 року.
У 1949—1954 роках — студент механічного факультету Дніпропетровського інституту інженерів залізничного транспорту імені М. І. Калініна, інженер-механік.
У серпні — грудні 1954 року — конструктор, у грудні 1954 — вересні 1955 року — старший майстер цеху з ремонту залізничних потягів, у вересні 1955 — вересні 1957 року — секретар комітету комсомолу, у вересні — листопаді 1957 року — заступник начальника залізничного цеху, у листопаді 1957 — лютому 1958 року — заступник секретаря партійного комітету, 4 лютого 1958 — 10 березня 1961 року — секретар партійного комітету Запорізького електрометалургійного заводу «Дніпроспецсталь» імені Кузьміна.
10 березня 1961 — 8 лютого 1971 року — голова виконавчого комітету Запорізької міської ради депутатів трудящих.
22 січня 1971 — 29 липня 1976 року — міністр комунального господарства Української РСР. 29 липня 1976 — 1990 року — міністр житлово-комунального господарства Української РСР.
У 1990—1996 роках — головний спеціаліст, консультант Державного комітету комунального господарства України.
З 1996 року — на пенсії в місті Києві. Після виходу на пенсію тривалий час працював головою комісії з соціальних питань Центрального комітету профспілки працівників житлово-комунального господарства, місцевої промисловості, побутового обслуговування населення.
Автор книги «Крізь призму Чорнобиля: документально-публіцистичні нариси» (1998).
Помер 7 жовтня 2004 року у віці 77 років у Києві. Похований на Байковому кладовищі (ділянка № 52а).

## Нагороди
- орден Жовтневої Революції (1971)
- три ордени Трудового Червоного Прапора (1976, 1981, 1986)
- два ордени «Знак Пошани» (19.07.1958, 1966)
- медаль «За доблесну працю. На відзнаку 100-річчя від дня народження В.І. Леніна» (1970)
- медаль «Ветеран праці»
- медалі
- Почесна грамота Президії Верховної Ради Української РСР (3.09.1970)
- Заслужений працівник сфери послуг України (1994).

## Пам'ять
У Запоріжжі на фасаді будинку по вулиці Незалежної України, 72 встановлено меморіальну дошку на честь В. Д. Площенка.